# Stal Gorzów Wielkopolski (żużel) w sezonie 2025
Ten artykuł dotyczy trwającego lub niedawnego wydarzenia sportowego. Informacje w nim zamieszczone mogą się zmienić lub zdezaktualizować wraz z postępem zdarzenia. Początkowe doniesienia, wyniki lub statystyki mogą być niepewne. Ostatnie aktualizacje do tego artykułu mogą nie odzwierciedlać najbardziej aktualnych informacji.
Sezon 2025 jest 59. Stali Gorzów Wielkopolski w ekstralidze i 78. w historii klubu.

## Rozgrywki

### Statystyki
Zasady klasyfikacji: minimum 1 start w rozgrywkach ekstraligi w sezonie 2025.
| Msc. | Żużlowiec        | Wiek | M. | B. | Pkt. | Bon. | Razem | Śr. bieg. | KSM |
| ---- | ---------------- | ---- | -- | -- | ---- | ---- | ----- | --------- | --- |
| 17   | Martin Vaculík   | 35   | 14 | 75 | 142  | 9    | 151   | 2,013     | –   |
| 22   | Anders Thomsen   | 31   | 14 | 75 | 132  | 4    | 136   | 1,813     | –   |
| 30   | Andžejs Ļebedevs | 30   | 14 | 75 | 112  | 8    | 120   | 1,600     | –   |
| 37   | Oskar Paluch     | 19   | 14 | 74 | 94   | 11   | 105   | 1,419     | –   |
| 42   | Oskar Fajfer     | 31   | 13 | 54 | 60   | 9    | 69    | 1,278     | –   |
| 52   | Hubert Jabłoński | 19   | 8  | 31 | 17   | 3    | 20    | 0,645     | –   |
| nsk  | Mikołaj Krok     | 17   | 8  | 17 | 8    | 3    | 11    | 0,647     | –   |
| nsk  | Adam Bednář      | 17   | 2  | 8  | 2    | 2    | 4     | 0,500     | –   |
| nsk  | Oskar Chatłas    | 17   | 7  | 12 | 3    | 0    | 3     | 0,250     | –   |

Wiek według roku urodzenia. Żużlowcy do 21 lat - młodzieżowcy (inaczej juniorzy),
M. - liczba meczów, B. - liczba biegów, Pkt. - liczba punktów, Bon. - liczba bonusów,
Razem - suma Pkt. i Bon., Śr. bieg. - iloraz Razem przez B., KSM - iloczyn Śr. bieg. bez Bon. razy 4,
Msc. - miejsce na liście klasyfikacyjnej, nsk - żużlowiec niesklasyfikowany

### PGE Ekstraliga
| 1 runda 13 kwietnia 2025 | Innpro ROW Rybnik | 49:41 | Gezet Stal Gorzów Wielkopolski | Stadion MOSiR Rybnik Widzów: 10 400 Sędzia: Paweł Słupski |
| 1 runda 13 kwietnia 2025 | 9. Drabik 6 (2,0,d,2,2) 10. Pludra 5 (1,1,2,1) 11. Ch. Holder 11 (1,3,1,3,3) 12. Tungate 11 (2,2,3,3,1) 13. N. Pedersen 11 (1,3,3,2,2) 14. Trześniewski 3 (0,2,1) 15. Borowiak 2 (2,d,0) 16. J. Knudsen ns | 49:41 | 1. Vaculík 8 (3,2,3,d,0) 2. Ļebedevs 5 (0,1,1,2,1) 3. O. Fajfer 1 (0,1,d,0,0) 4. Chatłas 0 (–,–,–,–) 5. Thomsen 14 (3,3,2,3,3) 6. H. Jabłoński 2 (1,0,0,0,1) 7. Paluch 11 (3,3,2,2,1) 8. Bednář ns | Stadion MOSiR Rybnik Widzów: 10 400 Sędzia: Paweł Słupski |

| 2 runda 20 kwietnia 2025 | Gezet Stal Gorzów Wielkopolski | 45:45 | PRES Grupa Deweloperska Toruń | Stadion im. Edwarda Jancarza Widzów: 8 100 Sędzia: Paweł Słupski |
| 2 runda 20 kwietnia 2025 |                                | 45:45 |                               | Stadion im. Edwarda Jancarza Widzów: 8 100 Sędzia: Paweł Słupski |

| 3 runda 27 kwietnia 2025 | Krono-Plast Włókniarz Częstochowa | 54:36 | Gezet Stal Gorzów Wielkopolski | Arena Częstochowa Widzów: 8 000 Sędzia: Arkadiusz Kalwasiński |
| 3 runda 27 kwietnia 2025 |                                   | 54:36 |                                | Arena Częstochowa Widzów: 8 000 Sędzia: Arkadiusz Kalwasiński |

| 4 runda 4 maja 2025 | Gezet Stal Gorzów Wielkopolski | 47:43 | Stelmet Falubaz Zielona Góra | Stadion im. Edwarda Jancarza Widzów: 11 600 Sędzia: Arkadiusz Kalwasiński |
| 4 runda 4 maja 2025 |                                | 47:43 |                              | Stadion im. Edwarda Jancarza Widzów: 11 600 Sędzia: Arkadiusz Kalwasiński |

| 5 runda 9 maja 2025 | Betard Sparta Wrocław | 56:34 | Gezet Stal Gorzów Wielkopolski | Stadion Olimpijski we Wrocławiu Widzów: 13 675 Sędzia: Bartosz Ignaszewski |
| 5 runda 9 maja 2025 |                       | 56:34 |                                | Stadion Olimpijski we Wrocławiu Widzów: 13 675 Sędzia: Bartosz Ignaszewski |

| 6 runda 10 czerwca 2025 | Gezet Stal Gorzów Wielkopolski | 36:54 | Orlen Oil Motor Lublin | Stadion im. Edwarda Jancarza Widzów: 5 500 Sędzia: Bartosz Ignaszewski |
| 6 runda 10 czerwca 2025 |                                | 36:54 |                        | Stadion im. Edwarda Jancarza Widzów: 5 500 Sędzia: Bartosz Ignaszewski |

| 7 runda 1 czerwca 2025 | Bayersystem GKM Grudziądz | 58:32 | Gezet Stal Gorzów Wielkopolski | Stadion żużlowy w Grudziądzu Widzów: 6 800 Sędzia: Paweł Słupski |
| 7 runda 1 czerwca 2025 |                           | 58:32 |                                | Stadion żużlowy w Grudziądzu Widzów: 6 800 Sędzia: Paweł Słupski |

| 8 runda 8 czerwca 2025 | Gezet Stal Gorzów Wielkopolski | 50:40 | Bayersystem GKM Grudziądz | Stadion im. Edwarda Jancarza Widzów: 6 150 Sędzia: Arkadiusz Kalwasiński |
| 8 runda 8 czerwca 2025 |                                | 50:40 |                           | Stadion im. Edwarda Jancarza Widzów: 6 150 Sędzia: Arkadiusz Kalwasiński |

| 9 runda 20 czerwca 2025 | Orlen Oil Motor Lublin | 55:35 | Gezet Stal Gorzów Wielkopolski | Stadion MOSiR Bystrzyca w Lublinie Widzów: 9 302 Sędzia: Arkadiusz Kalwasiński |
| 9 runda 20 czerwca 2025 |                        | 55:35 |                                | Stadion MOSiR Bystrzyca w Lublinie Widzów: 9 302 Sędzia: Arkadiusz Kalwasiński |

| 10 runda 27 czerwca 2025 | Gezet Stal Gorzów Wielkopolski | 41:49 | Betard Sparta Wrocław | Stadion im. Edwarda Jancarza Widzów: 5 620 Sędzia: Arkadiusz Kalwasiński |
| 10 runda 27 czerwca 2025 |                                | 41:49 |                       | Stadion im. Edwarda Jancarza Widzów: 5 620 Sędzia: Arkadiusz Kalwasiński |

| 11 runda 13 lipca 2025 | Stelmet Falubaz Zielona Góra | 50:39 | Gezet Stal Gorzów Wielkopolski | Stadion żużlowy w Zielonej Górze Widzów: 12 230 Sędzia: Paweł Słupski |
| 11 runda 13 lipca 2025 |                              | 50:39 |                                | Stadion żużlowy w Zielonej Górze Widzów: 12 230 Sędzia: Paweł Słupski |

| 12 runda 18 lipca 2025 | Gezet Stal Gorzów Wielkopolski | 54:36 | Krono-Plast Włókniarz Częstochowa | Stadion im. Edwarda Jancarza Widzów: 7 300 Sędzia: Bartosz Ignaszewski |
| 12 runda 18 lipca 2025 |                                | 54:36 |                                   | Stadion im. Edwarda Jancarza Widzów: 7 300 Sędzia: Bartosz Ignaszewski |

| 13 runda 25 lipca 2025 | PRES Grupa Deweloperska Toruń | 60:29 | Gezet Stal Gorzów Wielkopolski | Motoarena Toruń im. Mariana Rosego Widzów: 9 871 Sędzia: Bartosz Ignaszewski |
| 13 runda 25 lipca 2025 |                               | 60:29 |                                | Motoarena Toruń im. Mariana Rosego Widzów: 9 871 Sędzia: Bartosz Ignaszewski |

| 14 runda 8 sierpnia 2025 | Gezet Stal Gorzów Wielkopolski | 51:39 | Innpro ROW Rybnik | Stadion im. Edwarda Jancarza Widzów: 9 100 Sędzia: Krzysztof Meyze |
| 14 runda 8 sierpnia 2025 | 9. Ļebedevs 11 (2,2,3,2,2) 10. Vaculík 11 (2,3,2,3,1) 11. O. Fajfer 10 (1,2,3,3,1) 12. Krok 0 (0,–,0,–) 13. Thomsen 11 (3,3,3,0,2) 14. Paluch 5 (3,1,0,0,1) 15. H. Jabłoński 3 (2,0,1) 16. Bednář ns | 51:39 | 1. Ch. Holder 2 (0,2,0,–) 2. N. Pedersen 6 (2,1,1,2,w) 3. Pludra 9 (3,1,1,0,1,3) 4. Drabik 16 (3,3,2,2,3,3) 5. Tungate 4 (1,1,–,2,t) 6. Trześniewski 2 (1,d,1,0,0) 7. Tkocz 0 (w,0,–) 8. J. Knudsen ns | Stadion im. Edwarda Jancarza Widzów: 9 100 Sędzia: Krzysztof Meyze |

| 15 runda |  |
|          |  |

| 16 runda |  |
|          |  |

### Bilans meczów
| Runda    | 1 | 2 | 3 | 4 | 5 | 6 | 7 | 8 | 9 | 10 | 11 | 12 | 13 | 14 | 15 | 16 |
| Miejsce  | W | D | W | D | W | D | W | D | W | D  | W  | D  | W  | D  |    |    |
| Rezultat | P | R | P | Z | P | P | P | Z | P | P  | P  | Z  | P  | Z  |    |    |
| Pozycja  | 5 | 6 | 7 | 5 | 6 | 7 | 7 | 7 | 7 | 7  | 7  | 7  | 7  | 6  |    |    |

Legenda:       runda zasadnicza: rundy 1–14;       play-off: rundy 15–18;       play-down: rundy 15–18;       1. miejsce;       2. miejsce;       3. miejsce;       baraż o prawo startu w ekstralidze w 2026 roku;       spadek
D – mecz rozgrywany u siebie; W – mecz rozgrywany na wyjeździe; Z – zwycięstwo; P – przegrana; R – remis